# Sinkankasita
La sinkankasita és un mineral de la classe dels fosfats. Rep el nom en honor de John Sinkankas (Paterson, Nova Jersey, EUA, 15 de maig de 1915 - San Diego, Califòrnia, EUA, 17 de maig de 2002) innovador en la facetació de pedres precioses i col·leccionista de minerals.

## Característiques
La sinkankasita és un fosfat de fórmula química Mn²⁺Al(PO₃OH)₂(OH)·6H₂O. Va ser aprovada com a espècie vàlida per l'Associació Mineralògica Internacional l'any 1982. Cristal·litza en el sistema triclínic. La seva duresa a l'escala de Mohs és 4.
Segons la classificació de Nickel-Strunz, la sinkankasita pertany a «08.D - Fosfats, etc. només amb cations de mida mitjana, (OH, etc.):RO₄ < 1:1» juntament amb els següents minerals: diadoquita, pitticita, destinezita, vashegyita, schoonerita, mitryaevaïta, sanjuanita, sarmientita, bukovskyita, zýkaïta, giniïta, sasaïta, mcauslanita, goldquarryita, birchita i braithwaiteïta

## Formació i jaciments
Va ser descoberta a la mina Barker-Ferguson, situada a la localitat de Keystone, dins el comtat de Pennington (Dakota del Sud, Estats Units). També ha estat descrita a la mina Palermo, a Nou Hampshire, també als Estats Units, i al dipòsit d'estany i tungstè d'Alyaskitovoye, a Sakhà (Rússia).